# 2023年巴基斯坦恐怖主義活動
本文是按照時間順序，對2023年發生在巴基斯坦的恐怖襲擊事件進行概述。

## 1月
- 1月3日
  - 2名情報官員，包括省反恐部門主任，在巴基斯坦旁遮普省哈內瓦爾的一家餐館外被疑似巴基斯坦塔利班武裝分子槍殺。[1][2][3]
- 1月13日
  - 開伯爾-普什圖省白沙瓦市薩爾班德警察局發生一起襲擊事件， 導致3名警察死亡、2名警察受傷。
- 1月15日
  - 1名持槍歹徒在開伯爾-普什圖省查薩達區的Zardad Dahri哨所射殺3名軍官後逃離，2人在送院途中死亡。[4]
- 1月18日
  - 俾路支省西南部潘吉古爾地區，4名陸軍士兵被1名來自伊朗的越境隨員開槍擊中。[5]
- 1月30日
  - 開伯爾-普什圖省白沙瓦市警局區的一座清真寺發生自殺式爆炸事件，造成至少95人死亡、超過223人受傷，其中7人情況危急。

## 8月
- 8月13日，俾路支省瓜达尔港发生一起针对中国工程师的自杀式恐怖袭击事件。袭击者声称至少四名中国公民和九名担任警卫的巴基斯坦军警死亡，但是中国官媒否认有中国公民伤亡。[6]

## 9月
- 9月29日，巴基斯坦俾路支省默斯东县举行圣纪节游行期间发生自杀式爆炸袭击，造成至少60人死亡、50至70人受伤。